# Ankang (Psychiatrie)
Ankang (chinesisch 安康, Pinyin Ānkāng) bezeichnet psychiatrische Kliniken in der Volksrepublik China. Der Begriff bedeutet wörtlich übersetzt etwa „Frieden und Gesundheit für die geistig Kranken“. Viele dieser Kliniken sind Gefangenen-Krankenhäuser für politische Gefangene, die als geisteskrank verurteilt wurden. Einige Ankang-Krankenhäuser bieten auch konventionelle psychiatrische und medizinische Behandlung. Der Name Ankang wurde den Krankenhäusern 1987 von der Kommunistischen Partei gegeben.

## Misshandlungen
Die Ankangs stehen direkt unter der Kontrolle der lokalen Sicherheitsbehörden. Übereinstimmend werden Polizeibehörden beschuldigt, gesunde Menschen wegen ihrer Kritik an den Autoritäten oder aus religiösen Gründen (Falun-Gong-Anhänger) ohne gesetzliche Einspruchsmöglichkeit in Hospitäler einzusperren. Diese werden dort mit glühendem Eisen und Elektroschocks misshandelt sowie Insulinschocks und chemischen Zwangsjacken ausgesetzt.

## Zahl der Insassen und Kliniken
Nach offiziellen Angaben gibt es in China 22 Ankang-Psychiatrien. 2001 sollen es 2.830, zwischen 1991 und 2001 75.000 Patienten gewesen sein. Diese Zahlen werden von Menschenrechtsorganisationen weder bestritten noch bestätigt. Über die Anzahl der politischen Gefangenen schwanken die Angaben.
Laut chinesischen Fachzeitschriften sank ihre Zahl von 10 Prozent in den 80er-Jahren auf unter 5 Prozent.  Menschenrechtsgruppen wie Human Rights Watch hingegen nennen nur die von ihnen geschätzte Gesamtzahl politischer Gefangener in Ankangs seit Beginn der 80er-Jahre: 3.000.
Die chinesische Regierung plante Anfang der 2000er-Jahre, in jeder Millionenstadt in China eine Polizei-Psychiatrie einzurichten, sodass die Zahl der Ankangs von 25 auf 125 steigen würde.